# 繆謨
繆謨（?—?），字丕文，又字虞皋，号云章、又号雪莊。江蘇婁縣（今上海松江）人。清代詩人、畫家、戲曲家，貢生。
早年家貧，無力读书，故曾長期館於同鄉張梁家中，達數十年之久，可謂形同手足。後從焦袁熹游。补诸生。张照推薦他入《律吕正义》馆。繆謨詩文清麗，善畫山水，尤長於填詞作曲，有《雪莊樂府》（劇作）等傳世。